# 382
382（三百八十二、さんびゃくはちじゅうに）は自然数、また整数において、381の次で383の前の数である。

## 性質
- 382は合成数であり、約数は 1, 2, 191, 382 である。
  - 約数の和は576。
    - 約数の和が平方数になる22番目の数である。1つ前は364、次は385。
- 382 = 2 × 191
  - 3 + 8 + 2 = 2 + 1 + 9 + 1 より16番目のスミス数である。1つ前は378、次は391。
  - 120番目の半素数である。1つ前は381、次は386。
- 各位の和が13になる29番目の数である。1つ前は373、次は391。
- 382 = 32 + 72 + 182 = 62 + 112 + 152
  - 3つの平方数の和2通りで表せる95番目の数である。1つ前は379、次は385。(オンライン整数列大辞典の数列 A025322)
  - 異なる3つの平方数の和2通りで表せる75番目の数である。1つ前は376、次は385。(オンライン整数列大辞典の数列 A025340)

## その他 382 に関連すること
- 国際電話番号の382は、モンテネグロ。
- スカパー!のCh382は、レジャーチャンネル（ボートレース専門TV!）JLC382。
- クレイヴン(USS Craven, DD-382)は、アメリカ海軍の駆逐艦。
- ラムスデン(USS Ramsden, DE-382)は、アメリカ海軍の護衛駆逐艦。
- ピクーダ(USS Picuda, SS-382)は、アメリカ海軍の潜水艦。